# 機甲装兵アーモダイン
『機甲装兵アーモダイン』（きこうそうへいあーもだいん ARMODYNE）はPlayStation 2用のSFシミュレーションRPG。2007年2月22日発売。開発は『カルドセプトシリーズ』や『FRONT MISSION SERIES GUN HAZARD』などを手がけた大宮ソフト。「アーモダイン」と呼ばれる架空の人型兵器を使った運営&戦略シミュレーションゲーム。

## ゲーム概要
特徴的なのはプレイヤーはパイロットではなく、「小隊の指揮官」であり、小隊の育成・編成・戦闘を行うのがプレイヤーの任務であること。戦闘パートでは、プレイヤーは個別に指示を出すこともできるが、操作しなくてもパイロットはそれぞれ意思をもっているので、独自の判断で行動する。パイロットの判断は熟練度・性格に左右され、運営パートが影響する。運営パートでは小隊は母船で集団生活を送り、個別にトレーニングし戦闘能力を高める。また、隊の中で発生する友情・恋愛・尊敬といった様々な人間関係によっても隊員は成長して行くのが特徴。プレイヤーである指揮官と隊員の信頼関係が薄いと戦闘指示に従わないこともあるので会話などでコミュニケーションを取るのも重要になる。
一般的なSRPGとは異なり、本作のキャラクターは20Lvに達すると引退してしまう。ベテランに頼り過ぎると一斉に引退を迎え苦戦するし、かといって新人を多用すれば能力不足で押されることになる。つまりキャラクターを成長させて互いにインフレした能力で戦闘するのではなく、各メンバーの成長度合いをマネジメントすることに主眼が置かれたシステムと言える。

### アーモダインの種類
人型兵器「アーモダイン」は大きく6種類に分類される。
ガンナー GUNNNER
射撃用の機体。近距離～中距離において活躍するスタンダードな機体。
ファイター FIGHTER
格闘用の機体。接近しないと攻撃できない代わりに攻撃力が高い。
ボマー BOMBER
爆撃用の機体。ミサイルランチャーを装備しており、遠距離から攻撃可能。広範囲を攻撃することもできる。
スナイパー SNIPER
狙撃用の機体。遠距離からの攻撃が可能だが、移動力が低い。
アシスト ASSIST
支援用の機体。他のユニットの補給、修理を行う。
ハイブリッド　HYBRID
複合タイプの機体。異なる2つのタイプの武器を使用でき、様々な複合タイプが存在する。

## スタッフ
- 企画・制作：大宮ソフト
- キャラクターデザイン：恩田尚之
- メカニックデザイン：沙倉拓実
- サウンド：光田康典
- モーション&オブジェクトモデリング：アートディンク